# Otfrid Foerster

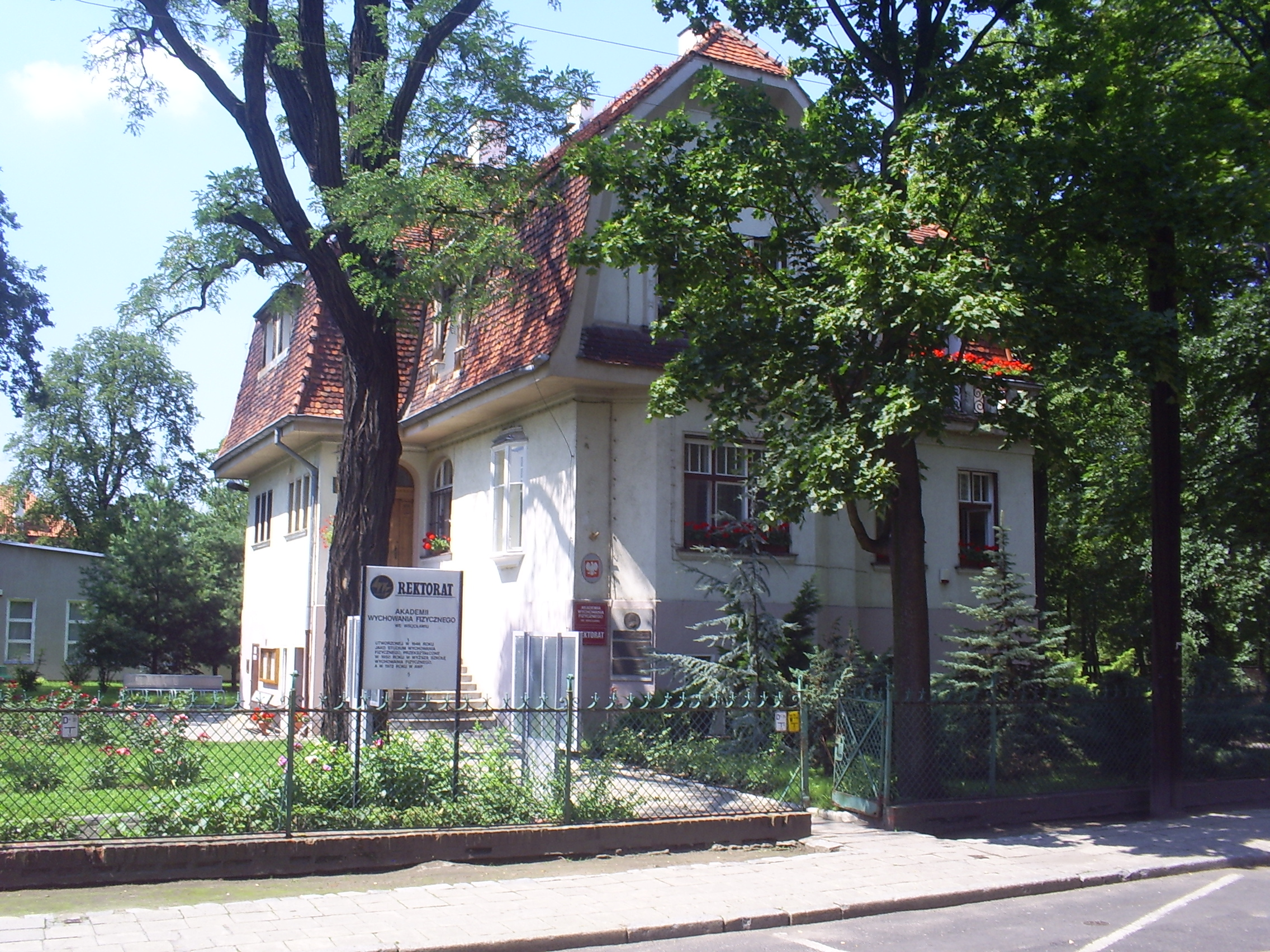
Willa, w której w latach 1934-41 mieszkał Otfrid Foerster. Willa została zaprojektowana przez architekta Schlesingera w 1911 dla tajnego Radcy Rządowego doktora Adolfa Knesera

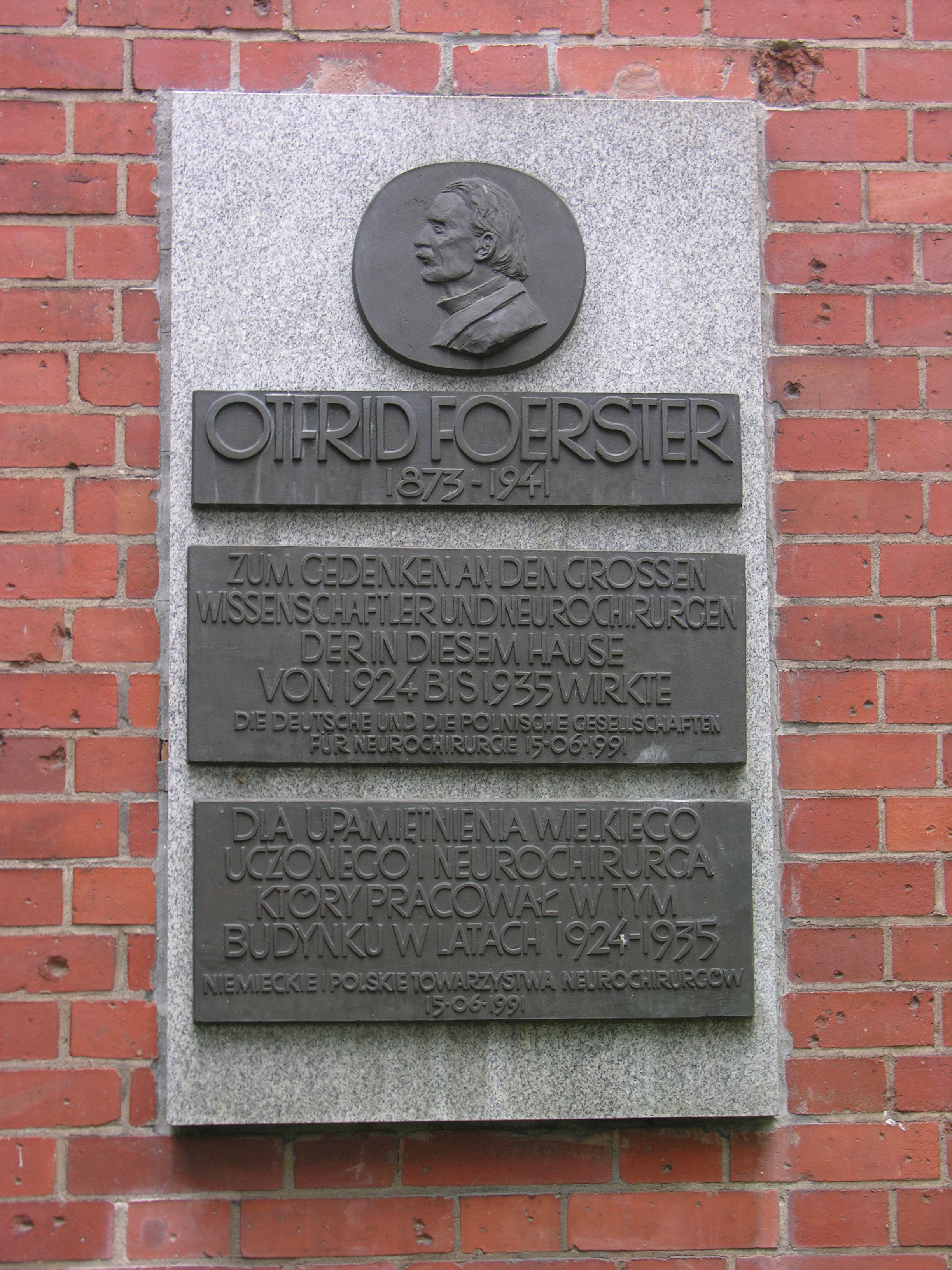
Tablica pamiątkowa na Uniwersytecie Ekonomicznym we Wrocławiu

Otfrid Foerster (ur. 9 listopada 1873 we Wrocławiu, zm. 15 czerwca 1941 tamże) – niemiecki lekarz neurolog, profesor Uniwersytetu Wrocławskiego.

## Życiorys
Syn Richarda Foerstera (1843–1922), profesora archeologii w Kilonii, i Angeliki Lübbert (1846–1936). Jego ojciec w domu mówił po łacinie. Uczęszczał do Gimnazjum Marii Magdaleny we Wrocławiu. Studiował na Uniwersytecie Wrocławskim oraz Kolonii i Fryburgu Bryzgowijskim. Egzamin lekarski zdał w roku akademickim 1896/97, a tytuł doktora otrzymał w marcu 1897. Już jako doktor wyjechał do Francji, gdzie był słuchaczem Pierre'a Mariego i Józefa Babińskiego. Zapoznawał się tam z najnowszymi osiągnięciami neurochirurgii.
W 1899 powrócił do Wrocławia i został asystentem profesora Carla Wernickego. Po napisaniu pracy habilitacyjnej w 1903 roku pod tytułem Badania porównawcze warunków powstania psychoz i systemu projekcyjnego zostaje mianowany docentem.
Wraz z wrocławskim chirurgiem Alexandrem Tietzem, dokonał pierwszych kroków na drodze do neurochirurgii. Niósł pomoc cierpiącym pacjentom przez przecięcie właściwych korzeni nerwowych w rdzeniu kręgowym, aby w ten sposób przerwać drogi przewodzenia bólu. Sukcesy obu lekarzy przyciągały pacjentów z całej Europy i Rosji. Foerster stał się światowej sławy specjalistą w dziedzinie neurochirurgii, zostaje zapraszany na wykłady do Anglii i USA.
Po uzyskaniu tytułu profesora zwyczajnego od 1921 roku wykładał na Wydziale Lekarskim Uniwersytetu Wrocławskiego. Był jednym z pionierów światowej neurochirurgii. Był honorowym członkiem wielu zagranicznych towarzystw neurochirurgicznych, członkiem korespondentem Warszawskiego Towarzystwa Neurochirurgicznego.
Od końca maja 1922 do stycznia 1924 z przerwami na wypoczynek przebywał w ZSRR. Został tam zaproszony do udziału w leczeniu poważnie chorego Lenina. Mieszkał w Moskwie lub w wiejskiej posiadłości Lenina w Gorkach. Jego honorarium za leczenie wodza rewolucji wynosiło 30 tysięcy marek w złocie. Foerster podpisał świadectwo zgonu i protokół z sekcji zwłok Lenina.
Według Foerstera istniała tylko jedna nadzieja przedłużenia egzystencji Lenina: „jego wyjątkowo silna wola życia oraz zdolności do kompensacji dalszych uszkodzeń mózgu”. 21 stycznia 1924 o godzinie 18 stwierdził wraz z obecnymi przy Leninie rosyjskimi lekarzami kolejny ciężki krwotok śródmózgowy, Lenin stracił przytomność i o godzinie 19 stwierdzono zgon. Foerster wziął udział w straży honorowej przy trumnie oraz złożył podpis pod świadectwem zgonu i protokołem sekcji zwłok Lenina.
Po powrocie z ZSRR zajął się padaczką. Dokonał wielu operacji oraz eksperymentów i badań nad korą mózgową. Do Wrocławia ściągali liczni chorzy szukający pomocy u Foerstera; szacunkowe obliczenia pozwalają przypuszczać, że w ciągu dziesięciu lat przeprowadził ponad tysiąc operacji, począwszy od epilepsji, aż po coraz liczniejsze i odważniejsze zabiegi na chorych cierpiących na nowotwory.

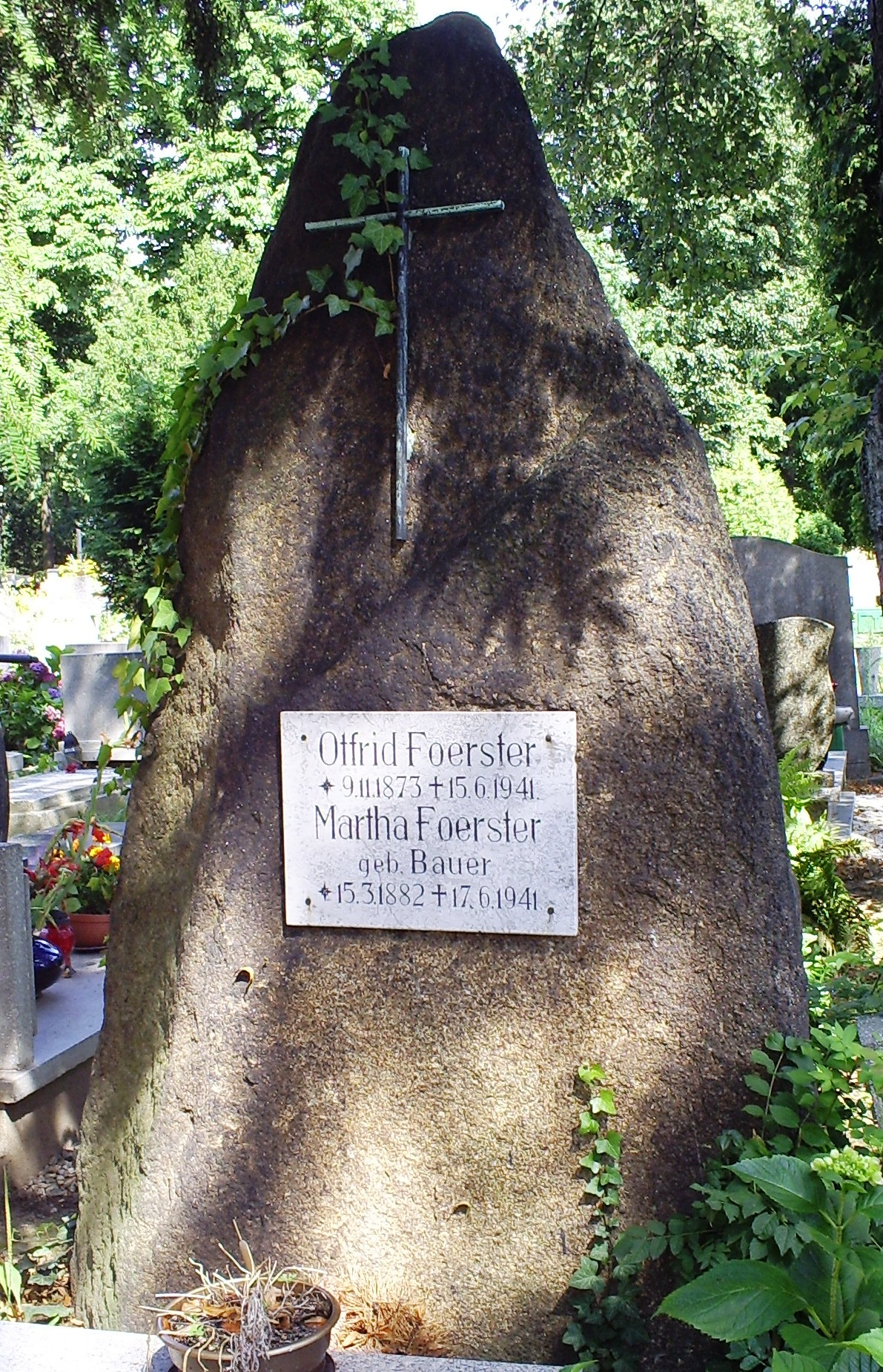
Nagrobek Otfrida i Marthy Foersterów na cmentarzu Św. Wawrzyńca we Wrocławiu

Pod koniec życia cierpiał na chorobę Buergera.
Poza chorobą coraz bardziej paraliżowała go sytuacja polityczna. Jego żona była Żydówką, a więc zgodnie z narodowosocjalistyczną terminologią dzieci były również w połowie Żydami. Z tego powodu klinikę Foerstera musiał opuścić naczelny lekarz Ludwig Guttmann, oraz liczne grono zaufanych asystentów i techników. Zmęczony i chory, wypełniał nadal swoje obowiązki. W swojej willi zajmował się spisywaniem wyników swojego życiowego dorobku.
Lubił ciężkie wino; był nałogowym palaczem angielskich cygar, przysyłanych po wybuchu II wojny światowej okrężnymi drogami przez znajomych z Anglii. Wiedział o tym, że te nałogi skracają mu życie, ale bez tych używek nie potrafił pracować.
Zmarł w wieku 68 lat rankiem 15 czerwca 1941 na gruźlicę wieku podeszłego w willi przy ulicy Banacha 11 (dawniej Hohenlohestraße). Dwa dni później zmarła jego żona, również na gruźlicę, którą zaraziła się pielęgnując męża. Otfrid Foerster został pochowany tego samego dnia na cmentarzu przy ulicy Bujwida. W tym samym grobie, została pochowana jego towarzyszka życia.
W 2017 r. prof. Tadeusz Bacia z własnych oszczędności wyremontował niszczejący grób Foerstera.